# 寺田三友紀
寺田 三友紀（てらだ みゆき、1987年1月6日 - ）は、京都府京都市出身のハンドボール選手。日本ハンドボールリーグの北國銀行所属。

## 経歴
2009年に日本ハンドボールリーグの北國銀行へ加入。背番号は「1」。
2012-13年シーズン限りで正GKの田代ひろみが現役を引退し、正GKへ昇格。2013-14年シーズンはリーグトップの阻止数（250）を記録し、シュート阻止率はリーグ2位の.460を記録した。
2014-15年シーズンはリーグ2位のシュート阻止率（.476）を記録。初のベストセブンに選出された。
2015-16年シーズンも3年連続でリーグ2位のシュート阻止率（.513）を記録し、2年連続でベストセブンに選出。オムロンとのプレーオフ決勝では、.519（13/27）のシュート阻止率を記録し、最高殊勲選手賞に選ばれた。
2016-17年シーズンはリーグトップのシュート阻止率（.485）を記録し、3年連続のベストセブンに選出された。
2017年の第16回女子アジア選手権で日本代表に選出。同年の第7回全日本社会人ハンドボール選手権大会ではMVPを獲得した。2017-18年シーズンは2年連続となるシュート阻止率賞（.512）を受賞し、4年連続でベストセブンに選ばれた。
2018年の第8回社会人選手権ではベストセブンに選出。2018-19年シーズンは3年連続でシュート阻止率賞（.495）を受賞。

## 詳細情報

### 年度別成績
| 年        | チーム    | 試合 | FS 阻止 | 率   | 7m 阻止 | 率   |
| --------- | --------- | ---- | ------- | ---- | ------- | ---- |
| 2009-10   | 北國銀行  | 15   | -       | -    | 11/37   | .297 |
| 2010-11   | 北國銀行  | 15   | -       | -    | 7/34    | .206 |
| 2011-12   | 北國銀行  | 15   | 25/62   | .403 | 4/21    | .190 |
| 2012-13   | 北國銀行  | 15   | 37/64   | .578 | 7/26    | .269 |
| 2013-14   | 北國銀行  | 18   | 250/543 | .460 | 6/26    | .231 |
| 2014-15   | 北國銀行  | 18   | 227/477 | .476 | 0/8     | .000 |
| 2015-16   | 北國銀行  | 12   | 162/316 | .513 | 3/5     | .600 |
| 2016-17   | 北國銀行  | 18   | 245/505 | .485 | 0/1     | .000 |
| 2017-18   | 北國銀行  | 24   | 303/592 | .512 | 0/2     | .000 |
| 2018-19   | 北國銀行  | 24   | 284/574 | .495 | 0/1     | .000 |
| JHL：10年 | JHL：10年 | 174  | -       | -    | 38/161  | .236 |

- 各年度の太字はリーグ最高
- 2009-10年・2010-11年シーズンはシュート阻止数の公式記録がないため省略

### JHLプレーオフ
| 年      | チーム   | 試合                                | FS 阻止  | 率       | 7m 阻止  | 率       |
| ------- | -------- | ----------------------------------- | -------- | -------- | -------- | -------- |
| 2009-10 | 北國銀行 | ソニーセミコンダクタ九州戦 (決勝)   | -        | -        | 0/3      | .000     |
| 2010-11 | 北國銀行 | 開催中止                            | 開催中止 | 開催中止 | 開催中止 | 開催中止 |
| 2011-12 | 北國銀行 | オムロン戦 (決勝)                   | 0/1      | .000     | 0/0      | -        |
| 2012-13 | 北國銀行 | 広島メイプルレッズ戦 (準決勝)       | 0/1      | .000     | 1/2      | .500     |
| 2013-14 | 北國銀行 | 広島メイプルレッズ戦 (準決勝)       | 25/47    | .532     | 0/0      | -        |
| 2013-14 | 北國銀行 | オムロン戦 (決勝)                   | 13/35    | .371     | 1/4      | .250     |
| 2014-15 | 北國銀行 | ソニーセミコンダクタ戦 (準決勝)     | 10/26    | .385     | 0/0      | -        |
| 2014-15 | 北國銀行 | オムロン戦 (決勝)                   | 11/29    | .379     | 0/0      | -        |
| 2015-16 | 北國銀行 | 広島メイプルレッズ戦 (準決勝)       | 10/20    | .500     | 0/0      | -        |
| 2015-16 | 北國銀行 | オムロン戦 (決勝)                   | 14/27    | .519     | 0/0      | -        |
| 2016-17 | 北國銀行 | 三重バイオレットアイリス戦 (準決勝) | 13/30    | .433     | 0/0      | -        |
| 2016-17 | 北國銀行 | 広島メイプルレッズ戦 (決勝)         | 16/29    | .552     | 0/0      | -        |
| 2017-18 | 北國銀行 | 広島メイプルレッズ戦 (決勝)         | 7/26     | .269     | 0/0      | -        |
| 2018-19 | 北國銀行 | オムロン戦 (決勝)                   | 15/34    | .441     | 0/0      | -        |

### タイトル・表彰

#### 日本ハンドボールリーグ
- 最高殊勲選手賞：1回 (2015年)
- シュート阻止率賞：3回 (2016年・2017年・2018年)
- ベストセブン賞：4回 (2014年・2015年・2016年・2017年)

#### 社会人選手権
- MVP：1回 (2017年)
- ベストセブン：4回 (2014年・2016年・2018年・2019年)

### 記録

#### 日本ハンドボールリーグ
- 通算フィールドシュート阻止1400本：2019年1月20日、対三重バイオレットアイリス戦（人吉スポーツパレス）[14]

### 背番号
- 1 (2009年 - )

## 代表歴

### 日本代表
- アジア選手権 (2017年)
- アジア競技大会 (2018年)
- ジャパンカップ (2017年・2018年)
- 日韓定期戦 (2017年・2018年)
- おりひめJAPAN トライアルゲームズ (2018年)